# Karl-Heinz Wiesemann
Karl-Heinz Wiesemann (* 1. srpna 1960, Herford) je již od roku 2007 biskupem diecéze špýrské.

## Život
Narodil se v Herforfu, ovšem vyrostl v Engeru ve východním Vestfálsku. Má tři sourozence. Studoval katolickou teologii a filozofii v Římě a v Paderbornu.
Dne 10. října 1985 byl v Římě vysvěcen na kněze a dne 4. července 2002 jej Jeho Svatost Jan Pavel ll. jmenoval titulárním biskupem v titulárním biskupství Macriana Minor a pomocným arcibiskupem arcidiecéze paderbornské.
Dne 19. prosince 2007 jej Jeho Svatost Benedikt XVl jmenoval biskupem špýrským.
Roku 2014 se též zapojil do diskuze o povolení ženatých kněží v církvi římsko-katolické.